# Мостаганем
Мостаганем (арап. مستغانم) (или Мустаганам) је град у сјеверном Алжиру са око 125.000 становника.
Овај лучки град је основан у 11. вијеку и налази се на обали Средоземног мора.
Главни град је истоимене провинције и посједује универзитет.